# Jewgeni Jarowenko

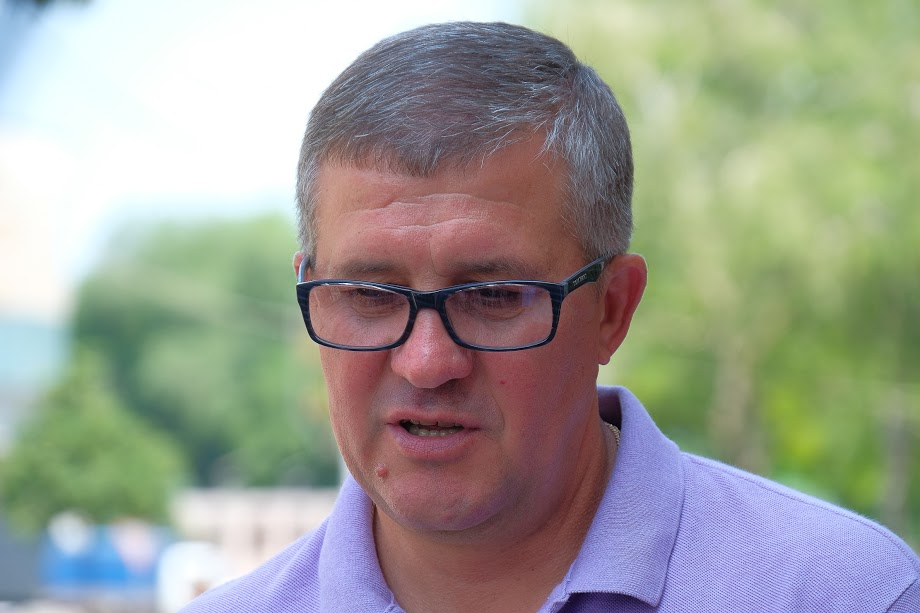
Jewgeni Jarowenko, 2018

Jewgeni Wiktorowitsch Jarowenko (russisch Евгений Викторович Яровенко, * 17. August 1963 in Qaratau, Kasachische SSR) ist ein ehemaliger sowjetisch-kasachischer Fußballspieler und aktueller Fußballtrainer. Größere Bekanntheit errang er, als er zum 50-jährigen UEFA-Jubiläum zum Goldenen Spieler Kasachstans gewählt wurde.
Jarowenkos erster Verein war Fosforit Karatau (1979–1980), der Verein seiner Heimatstadt, von wo aus er zu Chimik Dschambul wechselte (1981–1983).
Jarowenko begann seine Profikarriere 1983 bei Kairat Almaty als Verteidiger. Sein größter Erfolg war der Gewinn der Goldmedaille beim Fußballturnier der Olympischen Sommerspiele 1988 in Seoul. Andere Erfolge waren seine Wahl zum besten Linksverteidiger der Sowjetmeisterschaft 1987 sowie der Sieg des UdSSR-Föderationenpokals 1988 mit Kairat gegen Neftchi. Jarowenko absolvierte insgesamt neun Länderspiele für das sowjetische Olympiateam und zwei Länderspiele für die sowjetische Nationalmannschaft.
1989 verließ der ehemalige Sportstudent Kasachstan und ging zum ukrainischen Verein Dnipro Dnipropetrowsk. Er spielte nie wieder für einen Verein in Kasachstan. Gleich in der ersten Saison für das Team von Dnipro wurde er mit seinem Klub Zweiter der sowjetischen Liga, gewann den sowjetischen Pokal im Finale gegen Torpedo Moskau und wurde zum Publikums- und Presseliebling.
1991 zog es Jarowenko zum russischen Verein Rotor Wolgograd, bevor er 1992 zu Nywa Ternopil in die Ukraine zurückkehrte. Kurz spielte er auch beim finnischen FC Kontu, beim Ex-Klub Dnipro Dnipropetrowsk und in der Türkei bei Sariyer (1993–1994). Nach kurzem Zwischenspiel bei Torpedo Wolschski wechselte er 1995 zu Krywbas Krywyj Rih. Die letzte Station seiner langen aktiven Karriere war 1996 wieder in der Ukraine bei Metalurh Saporischschja.
Auch nach dem Ende seiner aktiven Laufbahn blieb Jarowenko dem Fußballsport treu und trainierte verschiedene ukrainische Klubmannschaften. Mit seinem Ex-Klub Dnipro Dnipropetrowsk erreichte er 2000/01 den dritten Platz in der Wyschtscha Liha. Von 2006 bis 2008 trainierte er die kasachische Mannschaft Jessil Bogatyr Petropawl. Im Juni 2014 übernahm Jarowenko den Cheftrainerposten beim FK Taras.